# PerfSpot
A PerfSpot egy főként nemzetközi felhasználókat megcélzó ismeretségi hálózat, bevallása szerint főként a fiatal szakembereket és értelmiségieket megcélozva. 
2007-ben a PerfSpot volt Angliában a leggyorsabban növekvő szociális háló.
2007 májusában az alexa.com szerint a PerfSpot volt leggyorsabban növekvő weblap az interneten a „#1 Mover & Shaker” kategóriában. 2008 szeptemberében a lap a 77. az alexa szerinti világrangsorban.
A perfspot.com domain 2008-ra a compete.com becslése szerint évi 22 millió látogatót szolgál ki. A Quantcast szerint a perfspot.com-nak havonta 34 millió egyedi látogatója van..

## Külső hivatkozások
- PerfSpot.com